# Ptochophyle anamale
Ptochophyle anamale är en fjärilsart som beskrevs av Pierre E.L. Viette 1970. Ptochophyle anamale ingår i släktet Ptochophyle och familjen mätare. Inga underarter finns listade.